# Nekrolog 1. Quartal 1914
Nekrolog
◄◄
| ◄
| 1910
| 1911
| 1912
| 1913
| 1914 | 1915 | 1916 | 1917 | 1918 | ► | ►►
1. Quartal |
2. Quartal |
3. Quartal |
4. Quartal 1914
Weitere Ereignisse | Allgemeiner Nekrolog 1914
Die Beschreibung der verstorbenen Person sollte so kurz wie möglich gehalten sein und nur deren signifikante Tätigkeit(en) enthalten.
Neue Namen ggf. auch unter dem Geburts- und Sterbedatum, also etwa unter 1. Januar und im Geburts- und Sterbejahr (2024) eintragen (nur bei entsprechender großer Wichtigkeit). Für Beispiele siehe die schon vorhandenen Artikel.
Außerdem über die fünf zuletzt Verstorbenen, zu denen es einen ausreichend guten Artikel für eine Präsentation auf der Hauptseite gibt, nach der todesbedingten Überarbeitung der Artikel ggf. auch unter Wikipedia Diskussion:Hauptseite informieren und sie am besten auch in den anderen Wikipedia-Sprachversionen eintragen. Tipp: Regelmäßig bei news.google.de nach „ist tot“, „gestorben“ oder „verstorben“ suchen.
Wenn eine Person gestorben ist, gibt es viele Seiten zu dieser Person in der Wikipedia, die davon auch betroffen sind und entsprechend aktualisiert werden müssen. Beispiele: Namenübersichtsseite, Geburtsjahr, Geburtsort-Seiten und viele mehr.
Wie finde ich die betroffenen Seiten?
Im Suchfeld auf der linken Seite gibt man den Suchbegriff so ein: „Vorname Nachname“. Dann klickt man auf Volltext und alle Seiten mit entsprechendem Suchtext werden aufgerufen. Hier sieht man dann schnell, wo auch das Todesjahr Sinn macht oder sogar ein Teil des Artikels angepasst werden muss. Auch hilft das „Werkzeug“ auf der linken Seite sehr gut, um solche Seiten aufzufinden: „Links auf diese Seite“. Somit ist die Wikipedia wieder aktuell in allen Bereichen! Hinweis: bei Eintragung der Kategorie „Gestorben JAHR“ wird der Missbrauchsfilter 49 ausgelöst, was jedoch nicht schlimm ist. Siehe: Spezial:Missbrauchsfilter/49
Dies ist eine Liste von im ersten Quartal 1914 verstorbenen bekannten Persönlichkeiten. Die Einträge erfolgen innerhalb der einzelnen Daten alphabetisch sortiert. Tiere sind im Nekrolog für Tiere zu finden.

## Januar
| Tag        | Name                                              | Beruf, bekannt als                                                                                        | Alter | Beleg |
| ---------- | ------------------------------------------------- | --- | ----- | ----- |
| 1. Januar  | John Gibson                                       | schottischer Chemiker                                                                                     | 58    |       |
| 1. Januar  | Karl Alfred von Hase                              | deutscher evangelischer Theologe                                                                          | 71    |       |
| 1. Januar  | Conrad Herold                                     | deutscher Tuchfabrikant und Unternehmer                                                                   | 78    |       |
| 2. Januar  | Karl Häßler                                       | Kapellmeister und Komponist                                                                               | 64    |       |
| 2. Januar  | Everhard Illigens                                 | katholischer Priester und Weihbischof in Münster                                                          | 62    |       |
| 2. Januar  | Feodossi Nikolajewitsch Tschernyschow             | russischer Geologe                                                                                        | 57    |       |
| 3. Januar  | Raoul Pugno                                       | französischer Pianist, Organist, Komponist und Musikpädagoge                                              | 61    |       |
| 3. Januar  | Carl Reiß                                         | deutscher Unternehmer und Politiker                                                                       | 70    |       |
| 3. Januar  | Wulf Tagg                                         | deutscher Reichsgerichtsrat                                                                               | 74    |       |
| 3. Januar  | Karl Wielandt                                     | deutscher Reichsgerichtsrat                                                                               | 83    |       |
| 4. Januar  | Rudolf von Bitter der Jüngere                     | preußischer Beamter und Politiker                                                                         | 67    |       |
| 4. Januar  | Silas Weir Mitchell                               | US-amerikanischer Arzt und Autor                                                                          | 84    |       |
| 4. Januar  | John E. Reyburn                                   | US-amerikanischer Politiker                                                                               | 68    |       |
| 4. Januar  | Gustav Ruhland                                    | deutscher Nationalökonom und Agrarpolitiker                                                               | 53    |       |
| 5. Januar  | Waling Dykstra                                    | friesischer Dichter                                                                                       | 92    |       |
| 6. Januar  | Josef von Herrmann                                | deutscher Politiker                                                                                       | 77    |       |
| 6. Januar  | Edouard Huber                                     | Schweizer Sprachengelehrter, Sinologe und Indochinaforscher                                               | 34    |       |
| 6. Januar  | Karl Wilckens                                     | deutscher Politiker, Heidelberger Oberbürgermeister (1885–1913)                                           | 62    |       |
| 7. Januar  | Eduard Brackenhoeft                               | deutscher Jurist                                                                                          | 68    |       |
| 7. Januar  | Patrick Weston Joyce                              | irischer Historiker, Schriftsteller, Musiksammler und Lehrer                                              |       |       |
| 7. Januar  | George M. Thomas                                  | US-amerikanischer Politiker                                                                               | 85    |       |
| 8. Januar  | Simon Bolivar Buckner                             | US-amerikanischer Politiker                                                                               | 90    |       |
| 8. Januar  | Richard Assheton Cross, 1. Viscount Cross         | britischer Jurist und Politiker                                                                           | 90    |       |
| 8. Januar  | Charles E. Hooker                                 | US-amerikanischer Politiker                                                                               | 88    |       |
| 8. Januar  | Dmitri Alexandrowitsch Klementz                   | russischer Zentralasienforscher, Anthropologe und Archäologe                                              | 66    |       |
| 9. Januar  | Walter Rogalla von Bieberstein                    | Gutsbesitzer und preußischer Politiker                                                                    | 62    |       |
| 10. Januar | Leonie Aviat                                      | Ordensschwester                                                                                           | 69    |       |
| 10. Januar | Robert von Görschen                               | Wirtschaftsjurist                                                                                         | 84    |       |
| 10. Januar | Robert Meyer                                      | österreichischer Jurist, Ökonom und Politiker                                                             | 59    |       |
| 11. Januar | Eduard Brockhaus                                  | deutscher Verleger und Politiker (NLP), MdR                                                               | 84    |       |
| 12. Januar | Elisabeth zu Carolath-Beuthen                     | Lebensgefährtin von Herbert von Bismarck                                                                  | 74    |       |
| 12. Januar | David Laird                                       | kanadischer Politiker                                                                                     | 80    |       |
| 12. Januar | Lasar Solomonowitsch Poljakow                     | russischer Bankier                                                                                        |       |       |
| 13. Januar | James Gresham                                     | britischer Eisenbahningenieur                                                                             | 77    |       |
| 13. Januar | Alfred Lichtwark                                  | deutscher Kunsthistoriker, Museumsleiter und Kunstpädagoge in Hamburg                                     | 61    |       |
| 13. Januar | Clemens Schultz                                   | deutscher Theologe                                                                                        | 51    |       |
| 14. Januar | Franz Rudolph Wurlitzer                           | US-amerikanischer Musikinstrumentenhersteller                                                             | 82    |       |
| 15. Januar | Otto Brucks                                       | deutscher Kontrabassist, Opernsänger (Bariton), Komponist und Intendant                                   | 55    |       |
| 15. Januar | Samuel I. Hopkins                                 | US-amerikanischer Politiker                                                                               | 70    |       |
| 15. Januar | Friedrich Leo                                     | deutscher Klassischer Philologe                                                                           | 62    |       |
| 15. Januar | Gustav Rühling                                    | deutscher Architekt und Bauunternehmer                                                                    | 56    |       |
| 15. Januar | Hermann von Soden                                 | evangelisch-lutherischer Theologe                                                                         | 61    |       |
| 16. Januar | Max Hieber                                        | deutscher Geiger, bayerischer Hofmusiker und Professor                                                    | 61    |       |
| 16. Januar | Itō Sukeyuki                                      | japanischer Flottenadmiral                                                                                | 70    |       |
| 17. Januar | William Cullen                                    | US-amerikanischer Politiker                                                                               | 87    |       |
| 17. Januar | John Fox                                          | US-amerikanischer Politiker                                                                               | 78    |       |
| 17. Januar | William Henry Hines                               | US-amerikanischer Politiker                                                                               | 57    |       |
| 17. Januar | David H. Patton                                   | US-amerikanischer Politiker                                                                               | 76    |       |
| 18. Januar | Marie-Georges Picquart                            | französischer Offizier, Kriegsminister und Beteiligter in der Dreyfus-Affäre                              | 59    |       |
| 19. Januar | Rudolf Genée                                      | deutscher Schriftsteller, Theaterhistoriker und Rezitator                                                 | 89    |       |
| 19. Januar | John R. Thomas                                    | US-amerikanischer Jurist und Politiker                                                                    | 67    |       |
| 20. Januar | Federico Degetau                                  | puerto-ricanischer Politiker                                                                              | 51    |       |
| 20. Januar | José de Jesús Guzmán y Sánchez                    | mexikanischer Geistlicher, Bischof von Ciudad Victoria-Tamaulipas                                         | 49    |       |
| 20. Januar | Michail Petrowitsch Klodt                         | russischer Künstler                                                                                       | 78    |       |
| 20. Januar | Karl Heinrich Rosenbusch                          | deutscher Geologe                                                                                         | 77    |       |
| 20. Januar | Felix Wahnschaffe                                 | deutscher Geologe                                                                                         | 62    |       |
| 20. Januar | Heinrich Zeise                                    | deutscher Apotheker, Fabrikant, Dichter und Übersetzer                                                    | 91    |       |
| 21. Januar | John Avery                                        | US-amerikanischer Politiker                                                                               | 89    |       |
| 21. Januar | Niels Lund Chrestensen                            | dänischer Gärtner                                                                                         | 73    |       |
| 21. Januar | Joseph Keiley                                     | US-amerikanischer Fotograf, Autor und Kunstkritiker                                                       | 44    |       |
| 21. Januar | Theodor Kittelsen                                 | norwegischer Künstler                                                                                     | 56    |       |
| 21. Januar | Mirza Abu’l-Fadl                                  | Bahai-Theologe und islamischer Gelehrter                                                                  |       |       |
| 21. Januar | Donald Smith, 1. Baron Strathcona and Mount Royal | kanadischer Politiker, Diplomat und Bankier                                                               | 93    |       |
| 21. Januar | Francisco Javier Vergara y Velasco                | kolumbianischer Geograph, Kartograph und Historiker                                                       | 53    |       |
| 21. Januar | Robert Zahn                                       | deutscher Ingenieur und Industrieller                                                                     | 52    |       |
| 22. Januar | Alfred von Conrad                                 | deutscher Verwaltungsjurist in Preußen                                                                    | 61    |       |
| 22. Januar | Christian Wilhelm Luther                          | estländischer Industrieller                                                                               | 56    |       |
| 22. Januar | Johannes Vahldiek                                 | deutscher Maler und Pflanzenzüchter                                                                       | 74    |       |
| 23. Januar | Paul Bartels                                      | deutscher Anatom                                                                                          | 39    |       |
| 23. Januar | Carl Erik Bergstrand                              | schwedischer Agrikulturchemiker und Geologe                                                               | 83    |       |
| 23. Januar | Karl Pichelmayer                                  | österreichischer Techniker und Hochschullehrer                                                            | 45    |       |
| 23. Januar | William Rittberger                                | deutscher Unternehmer und konservativer Politiker, MdL (Königreich Sachsen)                               |       |       |
| 23. Januar | Johannes Spieker                                  | deutscher römisch-katholischer Priester und Gymnasialprofessor; erster Direktor des Mariengymnasiums Werl | 53    |       |
| 23. Januar | Karl Steiff                                       | deutscher Bibliothekar                                                                                    | 67    |       |
| 24. Januar | John Henry Frederick Bacon                        | britischer Maler und Illustrator                                                                          | 48    |       |
| 24. Januar | Albert Dieckmann                                  | deutscher Verwaltungsbeamter                                                                              | 60    |       |
| 24. Januar | Adolf Eberle                                      | deutscher Maler                                                                                           | 71    |       |
| 24. Januar | David Gill                                        | britischer Astronom                                                                                       | 70    |       |
| 25. Januar | Moritz Jellinek                                   | österreichischer Arzt und Revolutionär                                                                    | 84    |       |
| 25. Januar | Jonas Laupheimer                                  | deutscher Bezirksrabbiner                                                                                 | 67    |       |
| 26. Januar | Lyman R. Casey                                    | US-amerikanischer Politiker                                                                               | 76    |       |
| 26. Januar | Carl Dulheuer                                     | Richter und Abgeordneter in der Provinz Westfalen                                                         | 79    |       |
| 26. Januar | Friedrich Jodl                                    | deutscher Philosoph und Psychologe                                                                        | 64    |       |
| 26. Januar | Mathew Makil                                      | katholischer Bischof und Ordensgründer in Indien                                                          | 62    |       |
| 26. Januar | Jane Morris                                       | englisches Modell und Muse der Präraffaeliten                                                             | 74    |       |
| 26. Januar | Xavier Neujean                                    | belgischer Politiker, Rechtsanwalt und Hochschullehrer                                                    | 74    |       |
| 26. Januar | Nina Stollewerk                                   | österreichische Komponistin, Pianistin, Sängerin und Dirigentin                                           | 88    |       |
| 26. Januar | Rudolf Swoboda                                    | österreichischer Maler                                                                                    | 54    |       |
| 26. Januar | Emil Otto Tafel                                   | deutscher Architekt                                                                                       | 75    |       |
| 27. Januar | Johannes Burckhardt                               | deutscher evangelischer Theologe                                                                          | 60    |       |
| 27. Januar | Johann Carl Weck                                  | deutscher Unternehmer und Namensgeber der Weck-Gläser                                                     | 72    |       |
| 28. Januar | Shelby Moore Cullom                               | US-amerikanischer Politiker                                                                               | 84    |       |
| 29. Januar | Henry Holland, 1. Viscount Knutsford              | britischer Politiker (Conservative Party)                                                                 | 88    |       |
| 30. Januar | Max Bergmann                                      | deutscher Landrat und Politiker, MdR                                                                      | 69    |       |
| 30. Januar | Matthias Büssem                                   | Pfarrer und Dechant                                                                                       | 79    |       |
| 30. Januar | Paul Déroulède                                    | französischer Autor und Politiker                                                                         | 67    |       |
| 30. Januar | Wordsworth Donisthorpe                            | englischer Rechtsanwalt                                                                                   | 66    |       |
| 30. Januar | Hildegard von Spitzemberg                         | deutsche Salonnière                                                                                       | 71    |       |
| 30. Januar | Alexander Stein                                   | deutscher Rabbiner                                                                                        | 70    |       |
| 31. Januar | James Addams Beaver                               | US-amerikanischer Politiker                                                                               | 76    |       |
| 31. Januar | Casimiro Gennari                                  | italienischer Kardinal und ein Präfekt der Kongregation für den Klerus                                    | 74    |       |
| 31. Januar | René Princeteau                                   | französischer Maler                                                                                       | 70    |       |
|            | George W. Johnson                                 | US-amerikanischer Sänger                                                                                  |       |       |

## Februar
| Tag         | Name                                  | Beruf, bekannt als                                                                     | Alter | Beleg |
| ----------- | ------------------------------------- | -------------------------------------------------------------------------------------- | ----- | ----- |
| 1. Februar  | Karl Belleville                       | bayerischer Generalmajor                                                               | 67    |       |
| 1. Februar  | Albert Günther                        | deutscher Zoologe                                                                      | 83    |       |
| 1. Februar  | Arthur P. Murphy                      | US-amerikanischer Politiker                                                            | 43    |       |
| 1. Februar  | Ludwig von Sarnthein                  | österreichischer Botaniker                                                             | 53    |       |
| 2. Februar  | Gustav Baist                          | evangelischer Pfarrer, Autor, Antisemit und Gründer vieler Raiffeisenkassen in Franken | 90    |       |
| 2. Februar  | Carl Koechlin                         | Schweizer Politiker und Offizier                                                       | 57    |       |
| 2. Februar  | Ludwig Sternecker                     | bayerischer Bürgermeister                                                              | 61    |       |
| 2. Februar  | Carl Völckers                         | deutscher Augenarzt und Hochschullehrer                                                | 77    |       |
| 3. Februar  | Wenzel Josef Heller                   | böhmischer Komponist, Militärkapellmeister, Chorleiter und Kirchenmusiker              |       |       |
| 3. Februar  | George D. Perkins                     | US-amerikanischer Politiker                                                            | 73    |       |
| 3. Februar  | Friedrich Preuß                       | deutscher Pädagoge und Politiker (Zentrum), MdR                                        | 63    |       |
| 4. Februar  | Wolf Dohrn                            | deutscher Kultur- und Bildungsförderer                                                 | 35    |       |
| 4. Februar  | Karl August Hellwig                   | deutscher Jurist, Offizier und Politiker                                               | 58    |       |
| 4. Februar  | Friedrich Krosta                      | deutscher Philologe und Gymnasiallehrer                                                | 74    |       |
| 4. Februar  | Rudolf Lehmann                        | Ingenieur und Japanpionier                                                             | 71    |       |
| 4. Februar  | Frederick Lorz                        | US-amerikanischer Marathonläufer                                                       |       |       |
| 4. Februar  | Julius Conrad Müller                  | deutscher Gutsbesitzer, MdR                                                            | 64    |       |
| 4. Februar  | Ray V. Pierce                         | US-amerikanischer Politiker                                                            | 73    |       |
| 4. Februar  | Geo Heinrich Plate                    | deutscher Geschäftsmann                                                                | 69    |       |
| 5. Februar  | Max Bach                              | deutscher Kunsthistoriker, Maler und Graphiker                                         | 72    |       |
| 5. Februar  | Robert G. Bremner                     | US-amerikanischer Politiker                                                            | 39    |       |
| 5. Februar  | Adalbert von Waltenhofen              | österreichischer Physiker und Elektrotechniker                                         | 85    |       |
| 5. Februar  | Augustin Weigl                        | österreichischer Fremdenverkehrspionier                                                | 68    |       |
| 6. Februar  | Peter Auzinger                        | Schauspieler; bayerischer Mundartdichter                                               | 77    |       |
| 6. Februar  | Nikolaus Friedrich                    | deutscher Bildhauer                                                                    | 48    |       |
| 6. Februar  | Horace Bolingbroke Woodward           | britischer Geologe                                                                     | 65    |       |
| 7. Februar  | Heinrich Traulsen                     | Landwirt, Hafenarbeiter und Schriftsteller                                             | 70    |       |
| 7. Februar  | Émile Vaudremer                       | französischer Architekt                                                                | 85    |       |
| 8. Februar  | Hermann Arthur Lier                   | deutscher Bibliothekar und Publizist                                                   | 57    |       |
| 8. Februar  | Adam Trabert                          | deutscher Schriftsteller und Jurist                                                    | 92    |       |
| 8. Februar  | Wilhelm Walter                        | deutscher Architekt und Baubeamter                                                     | 63    |       |
| 9. Februar  | Timotheos Paulos Fehim                | syrisch-orthodoxer Bischof                                                             |       |       |
| 9. Februar  | Niklaus Gerber                        | Schweizer Chemiker, Erfinder der Acidbutyrometrie                                      | 63    |       |
| 9. Februar  | August Pauly                          | deutscher Zoologe und Philosoph                                                        | 63    |       |
| 9. Februar  | Christoph Walther                     | deutscher Philologe und Bibliothekar                                                   | 72    |       |
| 10. Februar | Willem van Heeckeren van Kell         | niederländischer Politiker                                                             | 98    |       |
| 10. Februar | Annette Versluys-Poelman              | niederländische Verlegerin, Feministin und Frauenrechtlerin                            | 60    |       |
| 11. Februar | Alexander Ross Clarke                 | britischer Geodät                                                                      | 85    |       |
| 11. Februar | Heinrich May                          | deutscher Schauspieler und Regisseur                                                   |       |       |
| 11. Februar | Gustav Schrenk                        | deutscher Tierarzt, königlich hannoverscher Gestütsleiter und Pferdezüchter            | 80    |       |
| 11. Februar | Joseph Ritter von Seuffert            | Bürgermeister von Traunstein                                                           | 64    |       |
| 13. Februar | Franz Alt                             | österreichischer Vedutenmaler                                                          | 92    |       |
| 13. Februar | Alphonse Bertillon                    | französischer Kriminalist und Anthropologe                                             | 60    |       |
| 13. Februar | Gustav Händel                         | deutscher Politiker und Bankier                                                        | 62    |       |
| 13. Februar | Hippolyte Mireur                      | Kunsthistoriker und Sammler                                                            | 72    |       |
| 14. Februar | Augustus Octavius Bacon               | US-amerikanischer Politiker (Demokratische Partei)                                     | 74    |       |
| 14. Februar | Wilhelm Kürschner                     | Baumeister des Historismus                                                             | 44    |       |
| 14. Februar | Mason S. Peters                       | US-amerikanischer Politiker                                                            | 69    |       |
| 15. Februar | Barclay Henley                        | US-amerikanischer Politiker                                                            | 70    |       |
| 15. Februar | John J. Kennedy                       | US-amerikanischer Geschäftsmann und Politiker                                          |       |       |
| 15. Februar | Heinrich Manz                         | deutscher Schuhfabrikant und Politiker (FVp), MdR                                      | 61    |       |
| 16. Februar | Aoki Shūzō                            | japanischer Politiker und Diplomat                                                     | 69    |       |
| 16. Februar | Theodore Low De Vinne                 | US-amerikanischer Unternehmer, Drucker, Typograf und Bibliophiler                      | 85    |       |
| 16. Februar | Adolf Heller                          | deutscher Maler                                                                        | 39    |       |
| 16. Februar | Maria Maximilianowna von Leuchtenberg | Mitglied des Hauses Leuchtenberg                                                       | 72    |       |
| 16. Februar | Hermann Peter                         | deutscher Klassischer Philologe und Gymnasiallehrer                                    | 76    |       |
| 17. Februar | Adolf Holtzmann der Jüngere           | deutscher Indologe                                                                     | 75    |       |
| 17. Februar | Philipp Schreiner                     | deutscher Wissenschaftler, Lehrer und Politiker (NLP), MdR                             | 67    |       |
| 18. Februar | Cäsar Denner                          | Schweizer Kaufmann und Unternehmer                                                     | 67    |       |
| 18. Februar | Hermann Rietschel                     | Begründer der Heizungs- und Klimatechnik                                               | 66    |       |
| 18. Februar | Fanny Stevenson                       | US-amerikanische Künstlerin                                                            | 73    |       |
| 18. Februar | Karl Walleiser                        | deutscher Hauptmann und Schriftsteller                                                 | 74    |       |
| 19. Februar | Tom Jeffords                          | US-amerikanischer Besitzer einer kleinen Relaisstation des Pony Express                | 82    |       |
| 19. Februar | Hermann von Schmoller                 | deutscher Eisenbahningenieur und württembergischer Baubeamter                          | 73    |       |
| 20. Februar | Paul Chevré                           | französischer Bildhauer                                                                | 47    |       |
| 21. Februar | Wilhelm Banholzer                     | christlicher Missionar                                                                 | 40    |       |
| 21. Februar | Jacob Friedrich Gmelich               | US-amerikanischer Politiker                                                            | 74    |       |
| 21. Februar | Christian Marth                       | deutscher evangelisch-lutherischer Geistlicher und Hauptpastor                         | 73    |       |
| 22. Februar | Marie Chassevant                      | französische Musikpädagogin                                                            | 77    |       |
| 22. Februar | Karl Thudichum                        | deutscher Pädagoge                                                                     | 80    |       |
| 23. Februar | Henry Moore Teller                    | US-amerikanischer Politiker                                                            | 83    |       |
| 24. Februar | Eugène Balme                          | französischer Sportschütze                                                             | 39    |       |
| 24. Februar | Joshua Lawrence Chamberlain           | US-amerikanischer Offizier und Politiker                                               | 85    |       |
| 24. Februar | Paul Dehnicke                         | deutscher Theaterschauspieler                                                          | 74    |       |
| 24. Februar | Theodor Schäfer                       | deutscher Theologe und Pionier der Körperbehindertenfürsorge                           | 68    |       |
| 25. Februar | John Tenniel                          | britischer Illustrator                                                                 | 93    |       |
| 25. Februar | Otto Wangemann                        | deutscher Organist, Musikwissenschaftler und Musikpädagoge                             | 66    |       |
| 26. Februar | William H. Doolittle                  | US-amerikanischer Politiker                                                            | 65    |       |
| 26. Februar | Pierre Souvestre                      | französischer Rechtsanwalt, Journalist, Schriftsteller und Organisator von Motorsport  | 39    |       |
| 26. Februar | Albert Paul Veeh                      | deutscher Pionier der Luftschifffahrt                                                  | 49    |       |
| 27. Februar | Johannes Baptist Katschthaler         | österreichischer Kardinal und Erzbischof von Salzburg                                  | 81    |       |
| 27. Februar | Zhao Bingjun                          | chinesischer Politiker                                                                 |       |       |
| 28. Februar | Salvador Cisneros Betancourt          | kubanischer Politiker und Revolutionär                                                 | 86    |       |
| 28. Februar | Hubert von Czibulka                   | österreichischer Freiherr und Generalfeldzeugmeister                                   | 71    |       |
| 28. Februar | Carl Hatzig                           | deutscher Apotheker, Manager und Verbandsfunktionär                                    | 75    |       |
| 28. Februar | Georg Joachimsthal                    | deutscher Orthopädie                                                                   | 50    |       |
| 28. Februar | Rudolf Rittmeyer                      | deutscher Marineoffizier, zuletzt Konteradmiral der Kaiserlichen Marine                | 63    |       |
|             | Thessa Gradl                          | deutsche Sopranistin                                                                   |       |       |
|             | Alistair Mackay                       | britischer Arzt, Biologe und Polarforscher                                             | ≈36   |       |
|             | Hermann Mensch                        | deutscher Lehrer und Autor                                                             | 82    |       |
|             | James Murray                          | britischer Biologe und Polarforscher                                                   | 48    |       |
|             | Gustav Adolf Schweitzer               | deutscher Landschaftsmaler                                                             | 66    |       |

## März
| Tag      | Name                                               | Beruf, bekannt als                                                                     | Alter | Beleg |
| -------- | -------------------------------------------------- | -------------------------------------------------------------------------------------- | ----- | ----- |
| 1. März  | Tor Aulin                                          | schwedischer Komponist                                                                 | 47    |       |
| 1. März  | Gilbert Elliot-Murray-Kynynmound, 4. Earl of Minto | britischer Kolonialbeamter, Generalgouverneur von Kanada und Vizekönig von Indien      | 68    |       |
| 1. März  | Edwin J. Houston                                   | US-amerikanischer Elektro-Ingenieur                                                    | 66    |       |
| 1. März  | Mehmed Said Pascha                                 | osmanischer Staatsmann, Großwesir und Diplomat                                         |       |       |
| 1. März  | Carlos Felipe Morales                              | dominikanischer Politiker und Präsident der Dominikanischen Republik                   | 45    |       |
| 2. März  | Arthur Bendrat                                     | deutscher Maler, Zeichner, Lithograph und Illustrator                                  | 41    |       |
| 2. März  | Bruno Oswin Merz                                   | sächsischer Staatsbeamter                                                              | 70    |       |
| 2. März  | Luman Hamlin Weller                                | amerikanischer Politiker                                                               | 80    |       |
| 3. März  | Wilhelm Benoit                                     | deutscher Baumeister und Politiker, MdR                                                | 87    |       |
| 3. März  | Adolf Braun                                        | deutscher Bankier und Jurist                                                           | 66    |       |
| 3. März  | Fethi Bey                                          | türkischer Militärpilot                                                                | 26    |       |
| 3. März  | Louis Eugène Mouchon                               | französischer Graveur, Medailleur, Gemmenschneider, Briefmarken- und Banknoten-Stecher | 70    |       |
| 3. März  | Victor Nováček                                     | tschechischer Geiger und Musikpädagoge                                                 |       |       |
| 3. März  | Shimooka Renjō                                     | japanischer Fotograf                                                                   | 90    |       |
| 3. März  | Hubertus Voß                                       | deutscher katholischer Geistlicher und Bischof                                         | 72    |       |
| 4. März  | Benjamin Dwight Allen                              | US-amerikanischer Organist und Komponist                                               | 83    |       |
| 4. März  | Leopold Dippel                                     | deutscher Botaniker                                                                    | 86    |       |
| 4. März  | Georg von Kopp                                     | deutscher Geistlicher, Bischof von Fulda und Fürstbischof von Breslau                  | 76    |       |
| 5. März  | William A. Massey                                  | US-amerikanischer Politiker                                                            | 57    |       |
| 5. März  | Georgi Jakowlewitsch Sedow                         | russischer Marineleutnant und Polarforscher                                            | 36    |       |
| 6. März  | Fritz Bendix                                       | dänischer Musiker                                                                      | 67    |       |
| 6. März  | Friederike Bognár                                  | deutsche Schauspielerin                                                                | 74    |       |
| 6. März  | Harry M. Clabaugh                                  | US-amerikanischer Jurist und Politiker                                                 | 57    |       |
| 6. März  | Benjamin F. Grady                                  | US-amerikanischer Politiker                                                            | 82    |       |
| 6. März  | George Washington Vanderbilt II                    | US-amerikanischer Kunstsammler                                                         | 51    |       |
| 7. März  | Henryk Dobrzycki                                   | polnischer Arzt, Philanthrop und Komponist                                             | 73    |       |
| 7. März  | Christian David Ginsburg                           | polnisch-britischer Bibelwissenschaftler                                               | 82    |       |
| 7. März  | Carl Happel                                        | deutscher Porträt-, Genre- und Landschaftsmaler sowie Illustrator                      | 94    |       |
| 7. März  | Edmund Lang                                        | badischer Beamter                                                                      | 67    |       |
| 7. März  | George William Ross                                | kanadischer Politiker                                                                  | 72    |       |
| 7. März  | Antonino Salinas                                   | italienischer Klassischer Archäologe und Numismatiker                                  | 72    |       |
| 8. März  | Tønnes Frøyland                                    | norwegischer Missionar                                                                 |       |       |
| 9. März  | Charles Frederick Barclay                          | US-amerikanischer Politiker                                                            | 69    |       |
| 10. März | Hans Karl Hugo von Kirchbach                       | sächsischer Amtshauptmann                                                              | 80    |       |
| 10. März | Josef Krieger                                      | österreichischer Panoramamaler                                                         | 66    |       |
| 10. März | Julius Reinecke                                    | deutscher Domänenpächter und Politiker (NLP), MdR                                      | 83    |       |
| 10. März | Rufus Byam Richardson                              | US-amerikanischer Archäologe und Hochschullehrer                                       | 68    |       |
| 11. März | John Mackay                                        | schottischer Entdeckungsreisender und Seemann in Australien                            | 74    |       |
| 11. März | Paul Pellet                                        | französischer Ordensgeistlicher, Generalsuperior der Gesellschaft der Afrikamissionen  | 54    |       |
| 11. März | Bronisław Leonard Radziszewski                     | polnischer Chemiker                                                                    | 75    |       |
| 11. März | Pjotr Petrowitsch Semjonow-Tjan-Schanski           | russischer Geograph und Zentralasienforscher                                           | 87    |       |
| 12. März | Johannes Benk                                      | österreichischer Bildhauer                                                             | 69    |       |
| 12. März | Zophar M. Mansur                                   | US-amerikanischer Politiker, Kriegsteilnehmer, Anwalt und Bankier                      | 70    |       |
| 12. März | Edwin O. Stanard                                   | US-amerikanischer Politiker                                                            | 82    |       |
| 12. März | George Westinghouse                                | amerikanischer Erfinder, Ingenieur und Großindustrieller                               | 67    |       |
| 13. März | Karl Ludwig Born                                   | Schweizer Zeichenlehrer und Landschaftsmaler                                           | 49    |       |
| 13. März | Paul Wilhelm Magnus                                | deutscher Botaniker                                                                    | 70    |       |
| 13. März | Nuur ud-Din                                        | indischer Arzt, Autor und Theologe der Ahmadiyya-Bewegung                              |       |       |
| 14. März | August Beckmann                                    | preußischer Landrat                                                                    | 61    |       |
| 15. März | Edgar Bourloton                                    | französischer Historiker und Verleger                                                  | 69    |       |
| 15. März | Haseba Sumitaka                                    | japanischer Politiker                                                                  | 59    |       |
| 15. März | Adrian Wewer                                       | deutscher Mönch                                                                        | 77    |       |
| 16. März | Robert N. Bodine                                   | US-amerikanischer Politiker                                                            | 76    |       |
| 16. März | Gaston Calmette                                    | französischer Journalist und Chef der konservativen französischen Zeitung Le Figaro    | 56    |       |
| 16. März | Charles Albert Gobat                               | Schweizer Politiker und Friedensnobelpreisträger                                       | 70    |       |
| 16. März | Edward Singleton Holden                            | US-amerikanischer Astronom                                                             | 67    |       |
| 16. März | John Murray                                        | Ozeanograph und Naturwissenschaftler                                                   | 73    |       |
| 16. März | Otto Poetsch                                       | deutscher Architekt, Baubeamter und Hochschullehrer                                    | 65    |       |
| 17. März | Giuseppe Buonamici                                 | italienischer Komponist                                                                | 68    |       |
| 17. März | Albert Grunow                                      | deutscher Diatomeenforscher                                                            | 87    |       |
| 17. März | Antun Gustav Matoš                                 | kroatischer Schriftsteller                                                             | 40    |       |
| 17. März | Caspar Mathias Spoo                                | luxemburgischer Politiker und Unternehmer                                              | 77    |       |
| 18. März | Adolph Francis Alphonse Bandelier                  | schweizerisch-amerikanischer Archäologe                                                | 73    |       |
| 18. März | Gustav Baron                                       | kroatischer Pfarrer, Theologe und Rektor der Universität in Zagreb (1885–1886)         | 66    |       |
| 18. März | Andreas Beck                                       | norwegischer Seemann und Südpolarfahrer                                                | 49    |       |
| 18. März | George Calhoun Crowther                            | US-amerikanischer Politiker                                                            | 65    |       |
| 18. März | William Paterson                                   | Politiker der Liberalen Partei Kanadas                                                 | 74    |       |
| 18. März | Charles Sprague Pearce                             | US-amerikanischer Maler                                                                | 62    |       |
| 18. März | August Stern                                       | deutscher Pädagoge, Chorleiter und Komponist                                           | 76    |       |
| 19. März | José Luciano de Castro                             | portugiesischer Politiker                                                              | 79    |       |
| 19. März | Ștefan Gheorghiu                                   | rumänischer Arbeiterführer                                                             | 35    |       |
| 19. März | August Glück                                       | deutscher Musiklehrer, Pianist, Organist und Komponist                                 | 61    |       |
| 19. März | Giuseppe Mercalli                                  | italienischer Seismologe und Vulkanologe                                               | 63    |       |
| 20. März | Kostjantyn Mychaltschuk                            | ukrainischer Linguist und Ethnograph                                                   | 73    |       |
| 21. März | August Wöhler                                      | deutscher Ingenieur                                                                    | 94    |       |
| 22. März | Theodor Borrer                                     | Schweizer Luftfahrtpionier                                                             | 19    |       |
| 22. März | François Cosserat                                  | französischer Bauingenieur                                                             | 61    |       |
| 22. März | Otto Harnack                                       | deutscher Literaturwissenschaftler, Schriftsteller und Hochschullehrer                 | 56    |       |
| 22. März | Amedée Paté                                        | Landtagsabgeordneter                                                                   | 67    |       |
| 22. März | Karl Uhlirz                                        | österreichischer Historiker                                                            | 59    |       |
| 23. März | Karl Hopf                                          | deutscher Serienmörder                                                                 | 50    |       |
| 23. März | Rebekka Ar Rayès                                   | Nonne und Heilige der katholischen Kirche                                              | 81    |       |
| 25. März | Otto Geyer                                         | deutscher Bildhauer                                                                    | 71    |       |
| 25. März | Frédéric Mistral                                   | französischer Dichter und Linguist, Nobelpreisträger für Literatur                     | 83    |       |
| 26. März | Rudolf Burckhardt                                  | deutscher Baumeister                                                                   | 62    |       |
| 26. März | Max Hagen                                          | deutscher Landschaftsmaler, Zeichner und Karikaturist                                  | 54    |       |
| 27. März | Spencer Gore                                       | britischer Maler                                                                       | 35    |       |
| 27. März | Sigmund Joseph Zimmern                             | bayerischer Priester, Domherr und Landtagsabgeordneter                                 | 75    | fvfv  |
| 29. März | Gustav Adolf Bilfinger                             | deutscher Historiker, Pädagoge und Chronologe                                          | 74    |       |
| 29. März | Mortimer von Buddenbrock-Hettersdorf               | preußischer Generalleutnant                                                            | 69    |       |
| 29. März | Paolito Somazzi                                    | Schweizer Architekt                                                                    | 40    |       |
| 30. März | Émile Gentil                                       | französischer Kolonialist und Militär                                                  | 47    |       |
| 30. März | Joachim Kummert                                    | deutscher Politiker                                                                    | 79    |       |
| 30. März | John Henry Poynting                                | englischer Physiker                                                                    | 61    |       |
| 31. März | Hubert von Herkomer                                | deutscher Maler, Bildhauer, Musiker und Schriftsteller                                 | 64    |       |
| 31. März | Amanda Jones                                       | US-amerikanische Autorin und Erfinderin                                                | 78    |       |
| 31. März | Christian Morgenstern                              | deutscher Dichter und Schriftsteller                                                   | 42    |       |
| 31. März | William N. Richardson                              | US-amerikanischer Rechtsanwalt, Richter und Politiker                                  | 74    |       |
| 31. März | Simon Spannbrucker                                 | deutscher römisch-katholischer Geistlicher                                             | 65    |       |
| 31. März | Timothy Daniel Sullivan                            | irischer Nationalist, Journalist, Politiker und Autor                                  | 86    |       |
|          | Heinrich Bruns                                     | deutscher Theaterschauspieler, Opernsänger (Tenor) und Kabarettist                     | 46    |       |